# Љубинка Јанковић
Љубинка Јанковић (рођена 23. септембар, 1958. у Бадовинци, ФНР Југославија) је бивша српска рукометашица која је играла за репрезентацију Југославије. На Олимпијским играма у Лос Анђелесу 1984. освојила је златну медаљу, а у Сеулу 1988. била је четврта. На Светском првенству је играла 1986. када је Југославија заузела шесто место. У клупској каријери играла је за Раднички из Београда.
Удата је за познатог српског фудбалера Слободана Јанковића Цолета.